# Giovanni Sambuco
Giovanni Sambuco, in ungherese Zsámboky János, latinizzato come Johannes Sambucus (Trnava, 25 luglio 1531 – Vienna, 13 giugno 1584), è stato un filologo, storico, medico, umanista, poeta, collezionista d'arte e manoscritti, bibliofilo e mecenate ungherese del XVI secolo.
Il suo nome è stato riportato anche come Johann Sambucus, Joannes Sambucus, Joannes Bochius, Ioes Sabucus, Sambuci, Zsámboki, Iehan Sambucus, Ján Sambucus, Jean Sambucus, Johannes Pannonicus Sambucus.

## Biografia

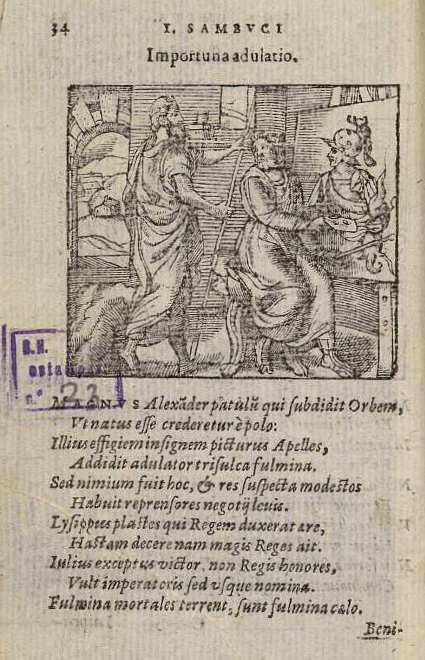
«Importuna adulatio», numero 22 degli Emblemata di Johannes Sambucus nell'edizione di Cristóbal Plantino, Leida, 1584 (4ª ed.). Apelle lavora al ritratto di Alessandro Magno.

János nacque nel 1531 a Tyrnau (Trnava, Nagyszombat), situato nel Regno d'Ungheria (odierna Slovacchia), figlio di Peter Zsámboky, che per meriti di guerra conseguiti contro l'Impero ottomano aveva ottenuto da Ferdinando I d'Asburgo un titolo nobiliare e il ruolo di magistrato cittadino; János fu presso la corte degli Asburgo per buona parte della sua vita.
Intraprese i primi studi nella città natale e dal 1542 iniziò a studiare filologia a Vienna, poi a Lipsia, Wittenberg (dove seguì le lezioni di Melantone), Ingolstadt, Strasburgo e Parigi. Studiò lingue antiche, diritto, storia e filosofia. Nel periodo parigino iniziò ad appassionarsi di collezionismo e numismatica e prese lezioni di medicina galenica. Fu particolarmente influenzato dai testi di Platone. Nel 1551 divenne maestro di filosofia all'Università della Sorbona.
Dal 1558 al 1564 i suoi viaggi lo portarono in Italia, a Venezia, Padova, Genova, Napoli, Milano; quindi Gand e Anversa. All'Università di Padova (dove il suo ritratto campeggia nella Sala dei 40 del Palazzo del Bo) intraprese gli studi di medicina, conseguendo la licenza nel 1555. Tra i suoi interessi sviluppò anche quelli per la botanica e l'editoria; costruì una fitta rete di relazioni con gli intellettuali europei dell'epoca. Si stabilì come medico a Vienna, allora centro della vita scientifica e culturale ungherese, dove presso la corte imperiale divenne storiografo e medico di corte e morì nel 1584.
Fu durante il suo viaggio in Italia che Sambuco scoprì un genere che andava di moda all'epoca, il libro di emblemi. Per questo poeta latinista appassionato di antichità, era la forma ideale per esprimere il suo talento poetico e artistico. Nel 1564 apparve la prima edizione dei suoi Emblemata, subito seguita da cinque ristampe che gli valsero una fama internazionale come maestro del genere. Fu il primo scrittore ungherese le cui opere vennero tradotte in francese e inglese.